# 陶世明
陶世明（?—），男，汉族，安徽人，中共党员，中华人民共和国政治人物。

## 生平
1974年参加工作，先后在安徽省长丰县插队，安徽新华印刷厂当工人。1978年至1982年1月在安徽师范大学中文系学习，获文学学士学位。毕业后分配至安徽省合肥市第五中学任教。1985年至1987年于北京广播学院（现中国传媒大学）新闻研究所学习，获法学硕士学位。1987年8月进入原广播电影电视部工作，先后任政策研究室主任科员，办公厅（法规司）综合处副处长、处长。
2002年3月，任国家广电总局办公厅副主任兼任总局改革办主任。2007年6月，任国家广电总局办公厅巡视员兼副主任、总局改革办主任。2008年1月，任国家广电总局社会管理司司长兼总局监管中心主任。2008年8月，任国家广电总局传媒机构管理司、网络视听节目管理司司长，兼总局监管中心主任。2010年12月不再兼网络视听节目管理司司长；2011年1月不再兼监管中心主任；2015年不再担任传媒机构管理司司长。2016年至今，任中国广播电视社会组织联合会副会长。